# Non disturbate
Non disturbate (Do Not Disturb) è un film del 1965 diretto da Ralph Levy e George Marshall.

## Trama
Mike e Janet Harper sono una coppia felice, tuttavia lei inizia a sospettare che il marito la tradisca con l'avvenente segretaria Vanessa. In realtà l'uomo è sempre rimasto fedele, ma a causa di alcuni equivoci anche Mike inizierà a credere che la moglie abbia una tresca.